# Medgorje
Medgorje (nemško Mieger) je naselje v Občini Žrelec v Okraju Celovec-dežela na Koroškem v Avstriji.